# Peter Noone
Pour les articles homonymes, voir Noone.
Peter Blair Denis Bernard Noone, né le 5 novembre 1947 à Davyhulme (en), une localité du district métropolitain de Trafford, dans l'actuel Grand Manchester et comté de Lancashire, est un auteur-interprète, guitariste, pianiste et acteur anglais, surtout connu pour avoir été membre du groupe Herman's Hermits. Parallèlement acteur, il continue ensuite une carrière musicale en solo.

## Biographie

### Carrière

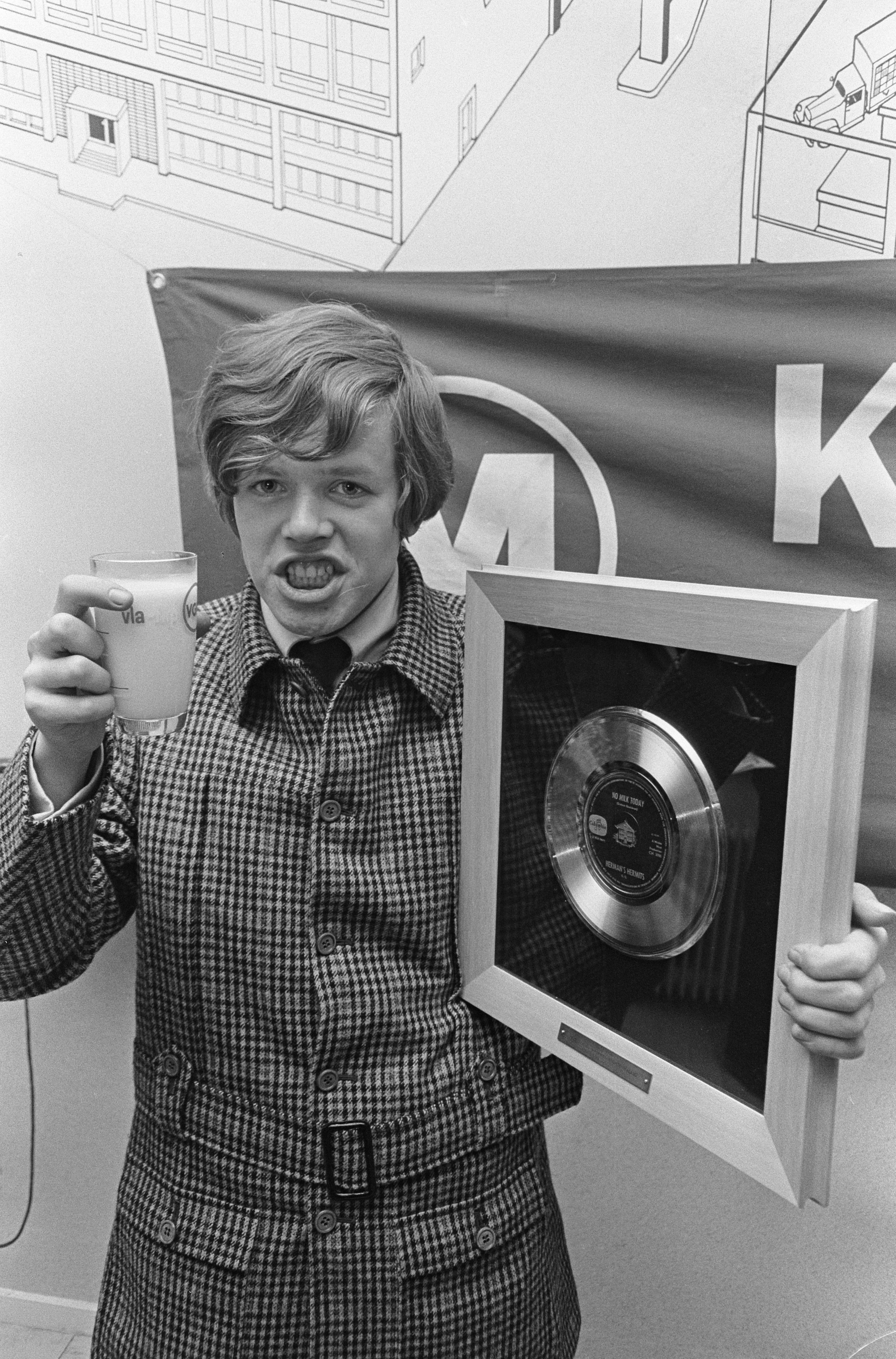
Le 16 décembre 1966, Peter Noone connu à l'époque sous le pseudonyme Herman invité dans une laiterie industrielle d'Hilversum aux Pays-Bas, tient d'une main un disque d'or obtenu par Herman's Hermits pour No Milk Today… tout en tenant de l'autre un verre de lait.

Deuxième de cinq enfants, il est le fils d'un comptable. Adolescent, il joue dans deux épisodes de la première saison du soap opera Coronation Street le rôle du personnage Stanley Fairclough. Au tout début de sa carrière, il utilise le nom de scène Peter Novac. À l'âge de quinze ans, il devient le chanteur principal, le porte-parole et le frontman du groupe Herman's Hermits — dont soixante millions d'enregistrements sont vendus à ce jour — et lui-même est connu à l'époque sous le pseudonyme Herman. Il apparaît sur de multiples couvertures de la presse internationale, dont celle d'un numéro de Time Magazine montrant des nouveaux représentants de la musique populaire. En tant qu'acteur, il est Pinocchio dans un téléfilm américain homonyme, réalisé par Sid Smith et sorti en 1968. Entre autres emplois, on le voit dans le film américain de Michael Schultz Sgt. Pepper's Lonely Hearts Club Band, sorti en 1978.
Facétieux lors de ses interviews, il mentionnera même que les Beatles ont écrit une chanson juste pour lui (la chanson, sur l'album Revolver, est cependant For no one, non For Noone).

### Vie privée
Il se marie, le jour de ses 21 ans, le 5 novembre 1968, à l'église de l'Immaculée-Conception de Farm Street à Londres, avec une Française née à Strasbourg, Mireille Strasser (dont le père est autrichien). Le couple a une fille, Natalie, née le 3 juillet 1985, devenue auteur-interprète comme son père. Peter Noone est naturalisé américain et vit actuellement à Santa Barbara, en Californie.